# Richard Höfler
Richard Höfler (* 18. Juli 1964 in Memmingen) ist ein deutscher Regisseur und Autor für Werbefilme, Imagefilme und Unternehmensfilme.

## Leben
Höfler stammt ursprünglich aus dem Allgäu, zog aber später nach Ulm, um dort die Schule zu beenden. Nach dem Abschluss half er maßgeblich beim Aufbau des Kinder- und Jugendtheaters Ulmer Spielschachtel. Neben seiner Tätigkeit als Autor und Regisseur stand er bei zahllosen Aufführungen auch selbst auf der Bühne. Zum Repertoire zählten auch bekannte Stücke von Otfried Preußler oder Janosch.
1989 verließ Höfler das Theater und arbeitete für das Filmhaus München. Ab 1992 war er als Regieassistent und Producer für Werbung, Fernsehfilme und Kinofilme weltweit tätig. Dabei arbeitete er u. a. mit Regisseuren wie Robert Altman, Jan de Bont, Helmut Dietl, Detlev Buck und Caroline Link zusammen. Seit 2002 arbeitet Höfler als freier Regisseur für Werbefilme, Imagefilme und Unternehmensfilme für namhafte nationale und internationale Kunden wie BMW, Mercedes-Benz und Toyota, sowie für die Volksbanken/Raiffeisenbanken.

## Werke
- Zusammen mit Peter Holzwarth schrieb er das Drehbuch Die Bänd – Ein schwäbischer Film mit Untertitel.
- 2012 initiierte Höfler ein Projekt für Biografiefilme.

## Filmografie (Auswahl)
Als erster Regieassistent war er verantwortlich für:
- "SOKO Kitzbühel", (18 Folgen, 2006–2010)
- "Danni Lowinski"  (4 Folgen, 2010)
- "Der Landarzt"   (5 Folgen, 2009)
- "Ein Fall für zwei"  (3 Folgen, 2005–2006)
- "Jetzt erst recht!" (3 Folgen, 2005)
- Pünktchen und Anton (1999)
- Geschäft mit der Lust (1997, TV)